# Temporada da NFL de 1937
A Temporada de 1937 da NFL foi a 18ª temporada regular da National Football League, que terminou com a vitória do Washington Redskins, liderado pelo quarterback calouro, Sammy Baugh por 28-21 sobre o Chicago Bears, em 12 de Dezembro de 1937, no Wrigley Field em Chicago, Illinois, pelo championship game da NFL. 
O Draft para aquela temporada foi realizado em 12 de dezembro de 1936 no Hotel Lincoln, em Nova York. Com a primeira escolha, o Philadelphia Eagles selecionou o running back Harrison Samuel Francis - Sam Francis - da Universidade de Nebraska–Lincoln.

## Disputas nas Divisões
No meio da temporada de 11 jogos da NFL, o Chicago Bears estava invicto com 5 vitórias na Western Division, enquanto o New York Giants era líder na Eastern com 4 vitórias e uma derrota. E, ao se enfrentarem, as duas equipes empatam por 3-3, apesar disso, continuaram na liderança em suas divisões. 
Os Bears garantiram uma vaga no Championship Game após uma vitória por 13 a 0 sobre Detroit Lions. Em 5 de dezembro, no partida final da temporada, Washington Redskins com 7 vitórias e 3 derrotas viajou para enfrentar o New York Giants, com 6 vitórias, 2 empates e 2 derrotas; uma vitória ou um empate daria aos Giants o título da Eastern Division; porém, os Redskins triunfaram, vencendo por 49–14 e garantindo o título da divisão e viagem para enfrentar o Chicago Bears na partida do títutlo da temporada, Championship Game de 1937.

## Classificação Final
Assim ficou a classificação da final da National Football League em 1937.
P = Nº de Partidas, V = Vitórias, D = Derrotas, E = Empates, PCT = Porcentagem de vitória, DIV = Recorde de partidas da própria divisão, PF = Pontos a favor, PA = Pontos contra.
| Eastern Division    |    |   |   |   |      |       |     |     |
| Time                | P  | V | D | E | PCT  | DIV   | PF  | PA  |
| Boston Redskins     | 11 | 8 | 3 | 0 | .727 | 6-2   | 195 | 120 |
| New York Giants     | 11 | 6 | 3 | 2 | .667 | 5-2-1 | 128 | 109 |
| Pittsburgh Pirates  | 11 | 4 | 7 | 0 | .364 | 4-4   | 122 | 145 |
| Brooklyn Dodgers    | 11 | 3 | 7 | 1 | .300 | 2-5-1 | 82  | 174 |
| Philadelphia Eagles | 11 | 2 | 8 | 1 | .200 | 2-6   | 86  | 177 |

| Western Division  |    |   |    |   |      |     |     |     |
| Time              | P  | V | D  | E | PCT  | DIV | PF  | PA  |
| Chicago Bears     | 11 | 9 | 1  | 1 | .900 | 7-1 | 201 | 100 |
| Green Bay Packers | 11 | 7 | 4  | 0 | .636 | 6-2 | 220 | 122 |
| Detroit Lions     | 11 | 7 | 4  | 0 | .636 | 4-4 | 180 | 105 |
| Chicago Cardinals | 11 | 5 | 5  | 1 | .500 | 3-5 | 135 | 165 |
| Cleveland Rams    | 11 | 1 | 10 | 0 | .091 | 0-8 | 75  | 207 |

## NFL Championship Game
O NFL Championship Game (jogo do título), foi vencido pelo Washington Redskins com um placar de 26-7 sobre o Chicago Bears, em 12 de Dezembro de 1937, no Wrigley Field em Chicago, Illinois.

## Líderes em estatísticas da Liga
| Estatística | Nome             | Time                | Jardas |
| ----------- | ---------------- | ------------------- | ------ |
| Passe       | Sammy Baugh      | Washington Redskins | 1127   |
| Corrida     | Cliff Battles    | Washington Redskins | 874    |
| Recebendo   | Garynell Tinsley | Chicago Cardinals   | 675    |

## Trocas de Treinadores
- Brooklyn Dodgers: Paul J. Schissler foi substituído por Potsy Clark[9].
- Cleveland Rams: A equipe se juntou a NFL, com Hugo Bezdek na posição de treinador[10].
- Detroit Lions: George Clark foi substituído por Dutch Clark[11].
- Pittsburgh Pirates: Joe Bach foi substituído por Johnny Blood[12].

## Troca de Estádios
- O Cleveland Rams dividiria seus jogos de mando entre o Cleveland Municipal Stadium e League Park[13].
- A franquia Washington Redkins foi realocada de Boston; e portanto, seu estádio, foi de Fenway Park, em Boston, Massachusetts para o Griffith Stadium em Washington, D.C[14].